# Rébellion du Front démocratique national yéménite
La rébellion du Front démocratique national ou FDN est un soulèvement au Yémen du Nord du Front démocratique national, sous l'autorité de Yahya Shami, durant quatre ans, entre 1978 et 1982.

## Déroulement

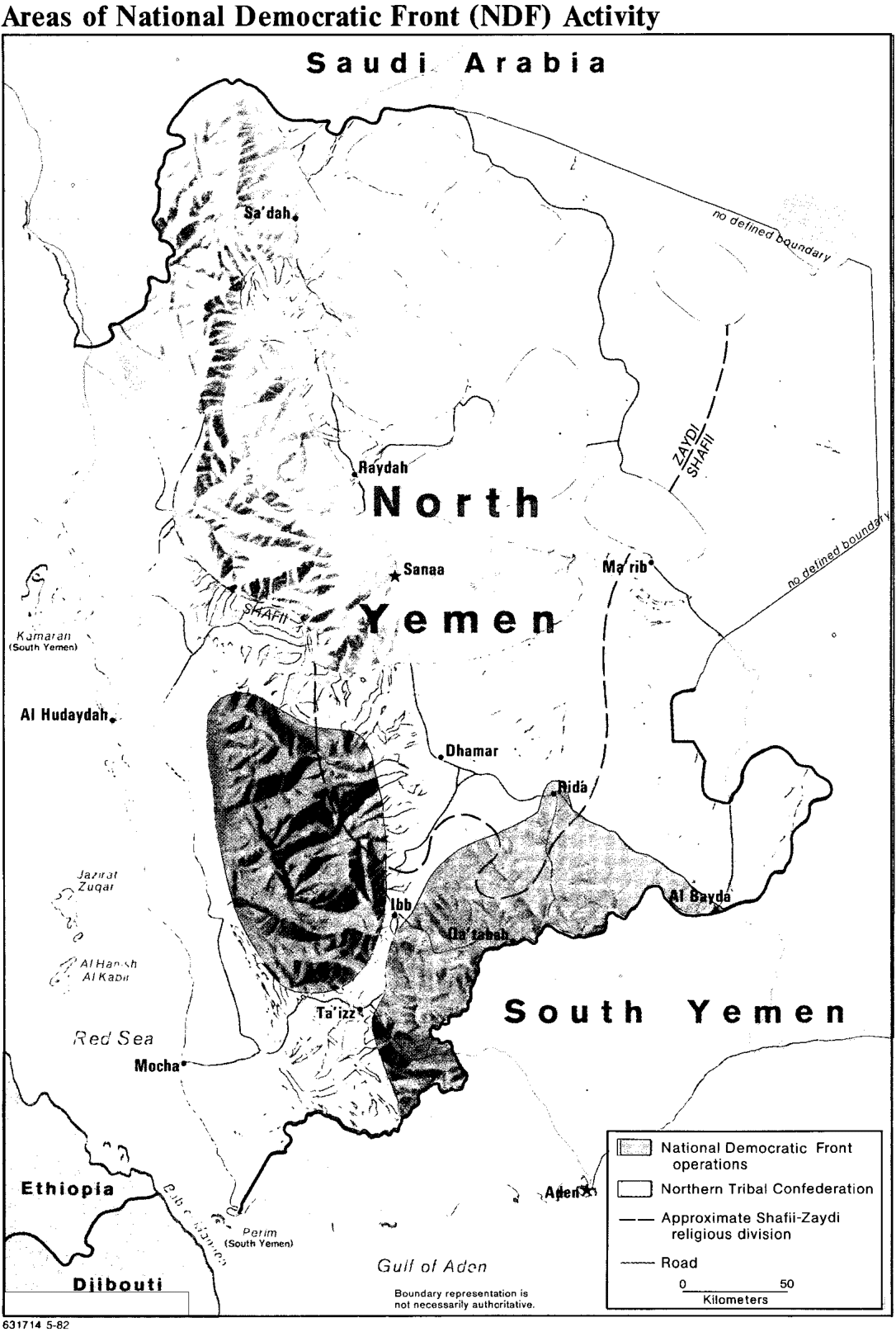
Zones d'opération du FDN en 1979.

### 1978
La rébellion a commencé en 1978, à la suite de la mort d'Ahmad al-Ghashmi et de la montée au pouvoir d'Ali Abdullah Saleh. Le FDN a été soutenu dans sa rébellion par le Yémen du sud et la Libye. Celui-ci connut divers succès tout au long de la guerre, bien qu'il ait été affaibli par le traité de paix entre le Yémen nord et sud de la guerre frontalière de 1979.
Il y a eu plusieurs tentatives de cessez-le-feu entre le gouvernement et le FDN. Le Koweït a réussi à faciliter la signature d'un cessez-le-feu entre les deux parties le 26 novembre 1981, bien que les hostilités aient repris en décembre 1981. Plus tard, l'Organisation de libération de la Palestine a pu négocier un accord de cessez-le-feu, le 3 avril 1982, mais les hostilités ont repris plus tard le même mois, le FDN capturant le district de Juban (en). Les forces gouvernementales ont à leur tour attaqué leurs positions de Juban en mai 1982.

### Mai 1982
Le soutien du Yémen du sud au FDN a diminué sous la présidence d'Ali Nasser Mohamed, moins ouvertement militant. Le Yémen du sud mit finalement fin à son soutien au FDN en mai 1982. Dhamar, bastion majeur du FDN, a subi des dommages importants lors d'un séisme (en) la même année. Le FDN a finalement été vaincu par l'armée du Yémen du Nord recomposée en collaboration avec le Front islamique pro-gouvernemental, permettant au gouvernement nord yéménite d'établir enfin le contrôle de la région frontalière nord-sud.